# Spoorlijn Port-Boulet - Port-de-Piles
De spoorlijn Port-Boulet - Port-de-Piles was een Franse spoorlijn van Chouzé-sur-Loire naar La Celle-Saint-Avant. De lijn was 50,9 km lang en heeft als lijnnummer 571 000.

## Geschiedenis
De lijn werd in gedeeltes geopend door de Administration des chemins de fer de l'État, van Port-Boulet naar Chinon op 2 juli 1882, van Chinon naar L'Île-Bouchard op 27 november 1882 en van L'Île-Bouchard naar Port-de-Piles op 12 juli 1885. 
Na het vernietigen van de spoorbrug over de Loire in juni 1944 was er niet langer doorgaand verkeer mogelijk. Tot 1954 was er verkeer tussen Avoine-Beaumont en Chinon, tussen Ligré-Rivière en L'Île-Bouchard tot 2 juni 1969, tussen L'Île-Bouchard en Trogues tot 30 september 1990 en tussen Chinon en Ligré-Rivière tot 1993. In 2002 werd het traject tussen Trogues en Port-de-Piles gesloten en gedeelte hiervan werd in 204 heropend om de werk- en later onderhoudsbasis Nouâtre-Maillé van de spoorlijn Sud Europe Atlantique te kunnen bedienen. 

## Aansluitingen
In de volgende plaatsen is of was er een aansluiting op de volgende spoorlijnen:
Port-Boulet
RFN 515 000, spoorlijn tussen Tours en Saint-Nazaire
Chinon
RFN 525 000, spoorlijn tussen Les Sables-d'Olonne en Tours
Ligré-Rivière
RFN 572 000, spoorlijn tussen Ligré-Rivière en Richelieu
Port-des-Piles
RFN 570 000, spoorlijn tussen Paris-Austerlitz en Bordeaux-Sain-Jean
RFN 598 000, spoorlijn tussen Port-de-Piles en Argenton-sur-Creuse